# خوسيه كوستاس غوال
خوسيه كوستاس غوال (بالإسبانية: José Costas Gual)‏ (و. 1918 – 2011 م) هو عالم فلك من إسبانيا . ولد في سان سيلوني .
توفي عن عمر يناهز 93 عاماً.